# 400 Millas de Daytona
Las 400 Millas de Daytona (llamado también Coke Zero Sugar 400 por motivos comerciales) es una carrera de automovilismo de velocidad que se disputa en el trazado oval de 2,5 millas de Daytona International Speedway desde el año 1959 como fecha puntuable de la Copa NASCAR. La carrera tiene una duración de 160 vueltas, 400 millas (640 km), y es el segundo mayor evento de stock cars que tiene lugar en Daytona en la Copa NASCAR, con el otro que es las 500 millas de Daytona. 
En las primeras cuatro ediciones la carrera fue de 100 vueltas, por lo tanto 250 millas. Después se prolonga la carrera en 1963 a 160 vueltas, 400 millas.
Desde la primera carrera en 1959 hasta 1987, la carrera se celebró, en el 4 de julio, que es el Día de la Independencia de los Estados Unidos. Desde 1988, la carrera se ha celebrado el primer sábado del mes de julio, el más cercano a ese día nacional. Desde 1998, es la primera carrera de superspeedway y la primera en Daytona que se disputa en la noche.
La cadena de televisión ABC emitió la carrera en diferido desde 1961 hasta 1988. ESPN comenzó a emitir la carrera en vivo en 1989. TNN emitió la carrera en 1998, y CBS en 1999 y 2000. NBC emitió la carrera en 2001, 2003 y 2005, mientras que Fox lo hizo en 2002, 2004 y 2006. TNT transmitió la carrera desde 2007 hasta 2014. NBC emite la carrera desde 2015.

## Ganadores
David Pearson es el piloto más ganador de la carrera, con cinco triunfos, seguido por Cale Yarborough y Tony Stewart que tiene cuatro victorias. En cuanto a las marcas, Chevrolet y Ford son las más exitosas, logrando 18 victorias cada uno.
| Año   | Piloto              | Equipo            | Marca     | Distancia de carrera | Distancia de carrera | Tiempo  | Velocidad media (mph) |
| Año   | Piloto              | Equipo            | Marca     | Vueltas              | Millas (km)          | Tiempo  | Velocidad media (mph) |
| ----- | ------------------- | ----------------- | --------- | -------------------- | -------------------- | ------- | --------------------- |
| 1959  | Fireball Roberts    | Jim Stephens      | Pontiac   | 100                  | 250 (402.336)        | 1:46:42 | 140.581               |
| 1960  | Jack Smith          | Jack Smith        | Pontiac   | 100                  | 250 (402.336)        | 1:42:09 | 146.842               |
| 1961  | David Pearson       | John Masoni       | Pontiac   | 100                  | 250 (402.336)        | 1:37:13 | 154.294               |
| 1962  | Fireball Roberts    | Banjo Matthews    | Pontiac   | 100                  | 250 (402.336)        | 1:37:36 | 153.688               |
| 1963  | Fireball Roberts    | Holman-Moody      | Ford      | 160                  | 400 (643.737)        | 2:39:01 | 150.927               |
| 1964  | A. J. Foyt          | Ray Nichels       | Dodge     | 160                  | 400 (643.737)        | 2:38:28 | 151.451               |
| 1965  | A. J. Foyt          | Wood Brothers     | Ford      | 160                  | 400 (643.737)        | 2:39:57 | 150.046               |
| 1966  | Sam McQuagg         | Ray Nichels       | Dodge     | 160                  | 400 (643.737)        | 2:36:02 | 153.813               |
| 1967  | Cale Yarborough     | Wood Brothers     | Ford      | 160                  | 400 (643.737)        | 2:47:09 | 143.583               |
| 1968  | Cale Yarborough     | Wood Brothers     | Mercury   | 160                  | 400 (643.737)        | 2:23:30 | 167.247               |
| 1969  | LeeRoy Yarbrough    | Junior Johnson    | Ford      | 160                  | 400 (643.737)        | 2:29:11 | 160.875               |
| 1970  | Donnie Allison      | Banjo Matthews    | Ford      | 160                  | 400 (643.737)        | 2:27:56 | 162.235               |
| 1971  | Bobby Isaac         | Nord Krauskopf    | Dodge     | 160                  | 400 (643.737)        | 2:28:12 | 161.947               |
| 1972  | David Pearson       | Wood Brothers     | Mercury   | 160                  | 400 (643.737)        | 2:29:14 | 160.821               |
| 1973  | David Pearson       | Wood Brothers     | Mercury   | 160                  | 400 (643.737)        | 2:31:27 | 158.468               |
| 1974  | David Pearson       | Wood Brothers     | Mercury   | 160                  | 400 (643.737)        | 2:53:32 | 138.310               |
| 1975  | Richard Petty       | Petty             | Dodge     | 160                  | 400 (643.737)        | 2:31:32 | 158.381               |
| 1976  | Cale Yarborough     | Junior Johnson    | Buick     | 160                  | 400 (643.737)        | 2:29:06 | 160.966               |
| 1977* | Richard Petty       | Petty             | Dodge     | 160                  | 400 (643.737)        | 2:48:10 | 142.716               |
| 1978  | David Pearson       | Wood Brothers     | Mercury   | 160                  | 400 (643.737)        | 2:35:30 | 154.340               |
| 1979  | Neil Bonnett        | Wood Brothers     | Mercury   | 160                  | 400 (643.737)        | 2:18:49 | 172.890               |
| 1980  | Bobby Allison       | Bud Moore         | Mercury   | 160                  | 400 (643.737)        | 2:18:21 | 173.473               |
| 1981  | Cale Yarborough     | M.C. Anderson     | Buick     | 160                  | 400 (643.737)        | 2:48:32 | 142.588               |
| 1982  | Bobby Allison       | DiGard            | Buick     | 160                  | 400 (643.737)        | 2:27:09 | 163.099               |
| 1983  | Buddy Baker         | Wood Brothers     | Ford      | 160                  | 400 (643.737)        | 2:23:20 | 167.442               |
| 1984  | Richard Petty       | Mike Curb         | Pontiac   | 160                  | 400 (643.737)        | 2:19:59 | 171.204               |
| 1985  | Greg Sacks          | DiGard            | Chevrolet | 160                  | 400 (643.737)        | 2:31:12 | 158.730               |
| 1986  | Tim Richmond        | Hendrick          | Chevrolet | 160                  | 400 (643.737)        | 3:01:56 | 131.916               |
| 1987  | Bobby Allison       | Stavola Brothers  | Buick     | 160                  | 400 (643.737)        | 2:29:00 | 161.074               |
| 1988  | Bill Elliott        | Melling           | Ford      | 160                  | 400 (643.737)        | 2:26:58 | 163.302               |
| 1989  | Davey Allison       | Robert Yates      | Ford      | 160                  | 400 (643.737)        | 3:01:32 | 132.207               |
| 1990  | Dale Earnhardt      | Richard Childress | Chevrolet | 160                  | 400 (643.737)        | 2:29:10 | 160.894               |
| 1991  | Bill Elliott        | Melling Racing    | Ford      | 160                  | 400 (643.737)        | 2:30:50 | 159.116               |
| 1992  | Ernie Irvan         | Morgan-McClure    | Chevrolet | 160                  | 400 (643.737)        | 2:20:47 | 170.457               |
| 1993  | Dale Earnhardt      | Richard Childress | Chevrolet | 160                  | 400 (643.737)        | 2:38:09 | 151.755               |
| 1994  | Jimmy Spencer       | Junior Johnson    | Ford      | 160                  | 400 (643.737)        | 2:34:17 | 155.558               |
| 1995  | Jeff Gordon         | Hendrick          | Chevrolet | 160                  | 400 (643.737)        | 2:23:44 | 166.976               |
| 1996  | Sterling Marlin     | Morgan-McClure    | Chevrolet | 117*                 | 292.5 (470.733)      | 1:48:36 | 161.602               |
| 1997  | John Andretti       | Cale Yarborough   | Ford      | 160                  | 400 (643.737)        | 2:32:06 | 157.791               |
| 1998* | Jeff Gordon         | Hendrick          | Chevrolet | 160                  | 400 (643.737)        | 2:46:02 | 144.549               |
| 1999  | Dale Jarrett        | Robert Yates      | Ford      | 160                  | 400 (643.737)        | 2:21:50 | 169.213               |
| 2000  | Jeff Burton         | Roush             | Ford      | 160                  | 400 (643.737)        | 2:41:32 | 148.576               |
| 2001  | Dale Earnhardt, Jr. | Dale Earnhardt    | Chevrolet | 160                  | 400 (643.737)        | 2:32:17 | 157.601               |
| 2002  | Michael Waltrip     | Dale Earnhardt    | Chevrolet | 160                  | 400 (643.737)        | 2:56:32 | 135.952               |
| 2003  | Greg Biffle         | Roush             | Ford      | 160                  | 400 (643.737)        | 2:24:29 | 166.109               |
| 2004  | Jeff Gordon         | Hendrick          | Chevrolet | 160                  | 400 (643.737)        | 2:45:23 | 145.117               |
| 2005  | Tony Stewart        | Joe Gibbs         | Chevrolet | 160                  | 400 (643.737)        | 3:03:11 | 131.016               |
| 2006  | Tony Stewart        | Joe Gibbs         | Chevrolet | 160                  | 400 (643.737)        | 2:36:43 | 153.143               |
| 2007  | Jamie McMurray      | Roush Fenway      | Ford      | 160                  | 400 (643.737)        | 2:52:41 | 138.983               |
| 2008  | Kyle Busch          | Joe Gibbs         | Toyota    | 162*                 | 405 (651.784)        | 2:55:23 | 138.554               |
| 2009  | Tony Stewart        | Stewart-Haas      | Chevrolet | 160                  | 400 (643.737)        | 2:48:28 | 142.461               |
| 2010  | Kevin Harvick       | Richard Childress | Chevrolet | 166*                 | 415 (667.877)        | 3:03:28 | 130.814               |
| 2011  | David Ragan         | Roush Fenway      | Ford      | 170*                 | 425 (683.971)        | 2:39:53 | 159.491               |
| 2012  | Tony Stewart        | Stewart-Haas      | Chevrolet | 160                  | 400 (643.737)        | 2:32:14 | 157.653               |
| 2013  | Jimmie Johnson      | Hendrick          | Chevrolet | 161*                 | 402.5 (647.76)       | 2:36:30 | 154.313               |
| 2014* | Aric Almirola       | Richard Petty     | Ford      | 112*                 | 280 (450.616)        | 2:09:13 | 130.014               |
| 2015  | Dale Earnhardt Jr.  | Hendrick          | Chevrolet | 161*                 | 402.5 (647.76)       | 2:58:58 | 134.941               |
| 2016  | Brad Keselowski     | Penske            | Ford      | 161*                 | 402.5 (647.76)       | 2:40:38 | 150.342               |
| 2017  | Ricky Stenhouse Jr. | Roush Fenway      | Ford      | 163*                 | 407.5 (655.807)      | 3:17:12 | 123.986               |
| 2018  | Erik Jones          | Joe Gibbs         | Toyota    | 168*                 | 420 (675.924)        | 3:13:12 | 130.435               |
| 2019  | Justin Haley        | Spire             | Chevrolet | 127*                 | 317.5 (510.967)      | 2:14:58 | 141.146               |
| 2020  | William Byron       | Hendrick          | Chevrolet | 164*                 | 410 (659.831)        | 2:39:59 | 153.766               |
| 2021  | Ryan Blaney         | Penske            | Ford      | 165*                 | 412.5 (663.853)      | 2:54:03 | 142.201               |

- 1977: La carrera tuvo un retraso por lluvia, por la cual se sacó bandera roja por 2 horas, cerca de la mitad.
- 1996/2014: Carrera acortada debido a la lluvia
- 1998: Programada para el 4 de julio; pero fue aplazado al 17 de octubre, debido a la incendios forestales en Florida.
- 2008, 2010, 2011, 2013, 2015-2018: Se extendió la carrera debido a un final de bandera verde-blanca-a cuadros. En 2011 tomó 2 intentos.
- 2014: La carrera se postergó para el domingo debido a las lluvias.
- 2019: La carrera se postergó para el domingo debido a las lluvias. Carrera terminada con 127 vueltas debido a la lluvia.